# Papieska elekcja 1124
Papieska elekcja 13-21 grudnia 1124 – odbyła się po śmierci papieża Kaliksta II i zakończyła wyborem Honoriusza II (1124-30).

## Śmierć Kaliksta II
Papież Kalikst II zmarł w Rzymie 13 grudnia 1124 roku. Najważniejszym wydarzeniem jego pontyfikatu był konkordat w Wormacji podpisany z cesarzem Henrykiem V w 1122 roku, formalnie kończący tzw. spór o inwestyturę, który trwał blisko 50 lat.

## Lista elektorów
W chwili śmierci Kaliksta II było 42 kardynałów, w tym 6 biskupów, 21 prezbiterów i 15 diakonów, jednak w elekcji uczestniczyło prawdopodobnie najwyżej 36:
- Crescenzio (nominacja kardynalska 1100[1]) – kardynał biskup Sabiny; prymas Świętego Kolegium Kardynałów
- Pietro Senex (1102) – kardynał biskup Porto
- Lamberto (1116) – kardynał biskup Ostii
- Witalis (1111) – kardynał biskup Albano
- Gilles OSBCluny (10 marca 1123) – kardynał biskup Tusculum
- Bonifacy (1100) – kardynał prezbiter S. Marco; protoprezbiter Świętego Kolegium Kardynałów
- Gregorio de Ceccano (1102/10 marca 1123) – kardynał prezbiter Ss. XII Apostoli
- Benedykt (1102) – kardynał prezbiter S. Pietro in Vincoli
- Anastasio (1102) – kardynał prezbiter S. Clemente
- Jan (1106) – kardynał prezbiter S. Cecilia
- Corrado Demetri (1114) – kardynał prezbiter S. Pudenziana
- Desiderio (1115) – kardynał prezbiter S. Prassede
- Gregorio Sienense (1116) – kardynał prezbiter S. Lorenzo in Lucina
- Deusdedit (1116) – kardynał prezbiter S. Lorenzo in Damaso
- Sasso de Anagni (1116) – kardynał prezbiter S. Stefano al Monte Celio
- Pietro Pisano (1113) – kardynał prezbiter S. Susanna
- Piotr (12 czerwca 1120) – kardynał prezbiter S. Marcello
- Sigizo (18 grudnia 1120) – kardynał prezbiter S. Sisto
- Gerard OSB (18 grudnia 1120) – kardynał prezbiter S. Prisca
- Crescenzio di Anagni (1117) – kardynał prezbiter Ss. Marcellino e Pietro
- Teobaldo Boccapecora (1109) – kardynał prezbiter S. Anastasia
- Pietro Ruffino (9 marca 1118) – kardynał prezbiter Ss. Silvestro e Martino
- Gerardo Caccianemici CanReg (10 marca 1123) – kardynał prezbiter S. Croce in Gerusalemme
- Comes (10 marca 1123) – kardynał prezbiter S. Sabina
- Gregorio OSB (1108) – kardynał diakon S. Eustachio; protodiakon Świętego Kolegium Kardynałów
- Roscemanno OSB (1112) – kardynał diakon S. Giorgio in Velabro
- Comes (1113) – kardynał diakon S. Maria in Aquiro
- Roman (1119) – kardynał diakon S. Maria in Portico
- Stefano de Crema (12 czerwca 1120) – kardynał diakon S. Maria in Cosmedin
- Gionata di Tuscolo (18 grudnia 1120) – kardynał diakon Ss. Cosma e Damiano
- Angelo (10 marca 1123) – kardynał diakon S. Maria in Domnica
- Giovanni Dauferio (10 marca 1123) – kardynał diakon S. Nicola in Carcere
- Uberto Rossi Lanfranchi (10 marca 1123) – kardynał diakon S. Maria in Via Lata
- Gregorio Tarquini (10 marca 1123) – kardynał diakon Ss. Sergio e Bacco
- Aymeric de la Chatre (10 marca 1123) – kardynał diakon S. Maria Nuova; kanclerz św. Kościoła Rzymskiego
- Mateusz (10 marca 1123) – kardynał diakon S. Adriano

Dziewiętnastu elektorów mianował Paschalis II, jednego Gelazjusz II, a piętnastu Kalikst II. Kardynał Gregorio Ceccano został pierwotnie mianowany przez Paschalisa II, który jednak później go deponował; godność kardynalską przywrócił mu Kalikst II.
Nie wydaje się, by kardynałowie-biskupi choćby w ograniczonym zakresie odgrywali uprzywilejowaną rolę przewidzianą dla nich w formalnie wciąż obowiązującym dekrecie In Nomine Domini z 1059. Wynikało to prawdopodobnie z faktu, że najpopularniejsze wówczas zbiory prawa kanonicznego (np. zbiór kardynała Deusdedita czy biskupa Anzelma z Lukki) zawierały sfałszowaną wersję tego dekretu, mówiącą, że papieża wybierają kardynałowie, a nie tylko kardynałowie-biskupi.

### Nieobecni
Co najmniej sześciu kardynałów nie uczestniczyło w elekcji:
- Wilhelm (10 marca 1123) – kardynał biskup Palestriny; legat papieski w Niemczech
- Giovanni da Crema (1116) – kardynał prezbiter S. Crisogono; legat papieski w Anglii
- Amico OSB (1117) – kardynał prezbiter Ss. Nereo ed Achilleo; opat S. Vincenzo al Volturno
- Pietro Pierleoni OSBCluny (1113) – kardynał prezbiter S. Maria in Trastavere; legat papieski we Francji
- Oderisio di Sangro OSB (1112) – kardynał diakon S. Agata; opat Montecassino
- Gregorio Papareschi (1116) – kardynał diakon S. Angelo in Pescheria; legat papieski we Francji

Pięciu z nich mianował Paschalis II, jednego Kalikst II.

## Podziały wśród kardynałów
Wśród kardynałów wyraźnie ścierały się dwa nurty. Część kardynałów (zwłaszcza tych starszych, mianowanych przez Paschalisa II) była przywiązana do ideałów reformy gregoriańskiej i sporu o inwestyturę nie uważała bynajmniej za zakończony. Konkordat z Wormacji uważali jedynie za rozwiązanie tymczasowe, a do Cesarstwa odnosili się z dużą rezerwą, opowiadając się za sojuszem z Normanami z południa Włoch. Odmiennego zdania byli młodsi kardynałowie, w większości mianowani przez Kaliksta II i skupieni wokół jego kanclerza Aymerica. Uważali konkordat za rozsądny i korzystny dla Kościoła kompromis i dążyli do nawiązania przyjaznych stosunków z Cesarstwem, z niepokojem natomiast obserwowali ekspansjonistyczne zapędy normańskich wasali papiestwa. Byli przy tym powiązani z nowymi ruchami reformatorskimi w Kościele, takimi jak wspólnoty kanoników regularnych, podczas gdy frakcja gregoriańska była związana raczej ze starszymi ośrodkami monastycznymi, jak np. opactwo na Montecassino.
Na powyższy podział nakładały się walki frakcyjne między rzymskimi rodami arystokratycznymi Pierleoni i Frangipani. Pierleoni popierali frakcję gregoriańską, której liderem był zresztą przedstawiciel tego rodu kardynał Pietro Pierleoni, natomiast Frangipani byli sprzymierzeni z kanclerzem Aymericiem. Ponieważ juniorzy byli w mniejszości (było ich najwyżej kilkunastu), kardynał Aymeric wszedł w tajne porozumienie z baronami Robertem i Leonem Frangipani, aby w razie potrzeby siłą przeforsować swojego kandydata Lamberta z Ostii.
Zdecydowanym faworytem elekcji był kardynał Sasso de Anagni, należący do starszych kardynałów, ale cieszący się powszechnym szacunkiem.

## Przebieg elekcji
Przez trzy dni trwały zwyczajowe modły i nabożeństwa upamiętniające zmarłego papieża. 16 grudnia kardynałowie zebrali się w Kościele św. Pankracego, aby dokonać wyboru nowego papieża. Wydaje się, że kandydatura Sasso de Anagni nie została nawet wysunięta. Po krótkiej dyskusji wybór padł na sędziwego kardynała Teobaldo Boccapecora, którego zaproponował kardynał Gionata z Ss. Cosma e Damiano, sojusznik Pierleonich. Elekt przybrał imię Celestyn II. Wówczas jednak do akcji wkroczył baron Roberto Frangipani. Za aprobatą kardynała Aymerica wtargnął on wraz z grupą zbrojnych ludzi na obrady i zmusił elektorów do dokonania wyboru kardynała-biskupa Ostii Lamberto z Bolonii, popieranego przez kanclerza i jego stronników. Przyjął on imię Honoriusz II. Teobaldo Boccapecora, który w wyniku zajścia został ranny, oświadczył, że aby uniknąć schizmy rezygnuje ze swojego wyboru i uznaje Honoriusza II za papieża.
Mimo rezygnacji kardynała Teobaldo nie było wątpliwości, że elekcja Honoriusza II była nielegalna. Następnego dnia grupa kardynałów pod wodzą Pietro z Porto próbowała odzyskać kontrolę nad sytuacją, jednak rychło okazało się, że ród Pierleoni nie zamierza interweniować. Jak później twierdzono, Aymeric i Leo Frangipani przekupili Pierleonich oddaniem pod ich kontrolę twierdz Terracina i Formello. Mimo to, 21 grudnia Honoriusz II zwrócił się o potwierdzenie swojej elekcji w sposób zgodny z prawem, zapowiadając rezygnację, jeśli tego potwierdzenia nie uzyska. W odpowiedzi kardynałowie jednogłośnie uznali go za papieża. Tego samego dnia został on uroczyście koronowany.